# Domen Novak (Radsportler)
Domen Novak (* 12. Juli 1995 in Novo mesto) ist ein slowenischer Radrennfahrer.

## Sportlicher Werdegang
Nach dem Meistertitel im Straßenrennen der Junioren im Jahr 2013 wurde Novak zur Saison 2014 Mitglied im UCI Continental Team Adria Mobil. Für das Team gewann er von 2014 bis 2016 jeweils die Nachwuchswertung einer Reihe von Rundfahrten.
Zur Saison 2017 wechselte Novak zum UCI WorldTeam Bahrain Victorious. Von 2017 bis 2020 nahm jährlich mit dem Giro d’Italia oder der Vuelta a España an einer Grand Tour teil. Im Team wird er häufig für Helferaufgaben eingesetzt, so dass der Gewinn der nationalen Meisterschaften im Straßenrennen 2019 lange sein einziger Erfolg in der Elite blieb.
Zur Saison 2023 wurde Novak durch das UAE Team Emirates verpflichtet, um dort als guter Bergfahrer Helferaufgaben unter anderen für seinen Landsmann Tadej Pogačar auszuführen. 2024 gewann er bei den nationalen Meisterschaften zum zweiten Mal den Titel im Straßenrennen. Nach der Absage von Pogačar wurde Novak kurzfristig für das olympische Straßenrennen 2024 nachnominiert, beendete das Rennen jedoch nicht.

## Erfolge
2013
- Slowenischer Meister – Straßenrennen (Junioren)

2014
- Nachwuchswertung Sibiu Cycling Tour

2015
- Nachwuchswertung Slowenien-Rundfahrt

2016
- Nachwuchswertung Tour of Małopolska
- Nachwuchswertung und Bergwertung CCC Tour-Grody Piastowskie
- Nachwuchswertung Kroatien-Rundfahrt

2017
- Nachwuchswertung Tour of Japan

2019
- Slowenischer Meister – Straßenrennen

2024
- Slowenischer Meister – Straßenrennen

## Grand-Tour-Platzierungen
| Grand Tour            | 2017 | 2018 | 2019 | 2020 | 2021 | 2022 | 2023 | 2024 |
| --------------------- | ---- | ---- | ---- | ---- | ---- | ---- | ---- | ---- |
| Giro d’ItaliaGiro     | –    | 101  | –    | 59   | –    | 31   | –    | 67   |
| Tour de FranceTour    | –    | –    | –    | –    | –    | –    | –    | –    |
| Vuelta a EspañaVuelta | 105  | –    | 123  | –    | –    | –    | 138  | –    |